# Цзоу Жун
Цзоу Жун (кит. 鄒容 / 邹容; 1885, Банань, провинция Сычуань — 3 апреля 1905, Шанхай) — китайский радикальный буржуазный революционер, националист, писатель
, публицист.
Родился в семье крупного торговца. Образование получил в Японии, где ознакомился с западными буржуазными политическими и философскими учениями. Характеризовал революцию как «общий закон естественной эволюции» и «мировой принцип справедливости», «сообразующийся с Небом и отвечающий чаяниям людей». В качестве источника своих взглядов называл «великую мудрость Лютера, Вашингтона, Уитмена», а также труды Ж.-Ж. Руссо, Ш. Монтескье, Дж. С. Милля, опыт революционного движения во Франции, в том числе Парижской коммуны, Войны за независимость в Северной Америке 1775—1783 гг., английских революции середины XVII в., национально-освободительное движение в Италии XIX в. и др.
В 1903 году опубликовал брошюру (памфлет) «Армия революции» (кит. 革命軍, «Гэмин цзюнь»), опубликованного в Шанхае в мае 1903 года ставшего первым в Китае печатным произведением, в котором открыто и чётко связывалась идея свержения монархического строя Империи Цин с требованием учреждения республики по западному буржуазному образцу. Памфлет сыграл большую роль в идеологической подготовке Синьхайской революции.
За её публикацию был заключён в тюрьму Британской концессии в Шанхае, где и умер два года спустя.
Его фигура стала источником вдохновения и одним из символов китайского республиканского революционного движения.